# Kobe Vandepoel
Kobe Vandepoel (Sint-Truiden, 11 Juni 2005) is een Belgisch ondernemer, belegger en domotica-installateur. Hij verwierf vermogen door succesvolle investeringen in cryptomunten en aandelen en bouwde een vermogen op van naar schatting 20 miljoen euro. Ondanks zijn financiële onafhankelijkheid is hij professioneel actief in de installatie van domoticasystemen.

## Levensloop
Kobe Vandepoel liep school aan Hasp-O Centrum in Sint-Truiden. Na het secundair onderwijs volgde hij aan Hogeschool PXL in Hasselt de opleiding Internet of Things, waar hij afstudeerde met grote onderscheiding.
Tijdens zijn studententijd begon Vandepoel actief te beleggen in cryptomunten en aandelen. Door vroege en strategische investeringen wist hij op jonge leeftijd een aanzienlijk kapitaal op te bouwen. In latere jaren breidde hij zijn investeringsportfolio uit naar kunst en luxehorloges.
Naast zijn investeringsactiviteiten bleef hij werkzaam als domotica-installateur, waarbij hij zich specialiseerde in systemen zoals Control4 en KNX.

## Overige activiteiten
Vandepoel is sinds meerdere jaren actief in de jeugdbeweging. Hij is hoofdleider bij de Sint-Augustinusscouts, waar hij verantwoordelijk is voor de algemene werking en begeleiding van leiding en leden.

## Vermogen
Door zijn beleggingssuccessen wordt zijn vermogen in 2025 geschat op circa 20 miljoen euro.